# Queen Elizabeth Hospital Birmingham
Queen Elizabeth Hospital Birmingham er et NHS hospital i bydelen Edgbaston i Birmingham, tæt ved University of Birmingham. Hospitalet, som kostede 545 mio. £ at opføre , åbnede i juni 2010 og erstattede det tidligere Queen Elizabeth Hospital og Selly Oak Hospital. Hospitalet har mere end 6.900 ansatte og betjener mere end en halv million patienter hvert år.
Det har navn efter dronningemoderen Elizabeth, som 1923 blev gift med den senere Georg.6, der var konge fra 1936 til 1952.
Hospitalet har en bred vifte af ydelser, herunder sekundære ydelsee for byens lokalbefolkning samt regionale og nationale ydelser for folk i West Midlands og omkringliggende områder. Hospitalet har det største stabile organtransplantationsprogram i Europa. Det har det største nyretransplantations-program i Storbritannien, og det er et nationalt specialistcenter for lever, hjerte- og lungetransplantation, samt cancerstudier. Hospitalet har den største intensivafdeling på én etage i verden med 100 senge, og det er hjemsted for Royal Centre for Defence Medicine (militære tilskadekomne i konfliktområder). Det er også et regionalt center for fysiske traumer og forbrændinger. Hospitalet betjenes af University station, som er en fem minutters gang væk.